# Bényei-patak
A Bényei-patak a Zempléni-hegységben ered, Erdőbénye északi határában, Borsod-Abaúj-Zemplén vármegyében, mintegy 300 méteres tengerszint feletti magasságban. A patak forrásától kezdve délkeleti irányban halad, majd Szegilongnál éri el a Bodrogot.
A patakba Erdőbényétől délre a Mély-patak torkollik.

## Part menti települések
- Erdőbénye
- Szegilong